# حزب التجمع السوداني
حزب التجمع السوداني (بالفرنسية: Parti du Regroupement Soudanais)‏ كان حزبًا سياسيًا في السودان الفرنسي بقيادة فيلي دابو سيسوكو.  من الناحية السياسية، كان يمثل موقفًا تقليديًا محافظًا، ولاقى دعمًا من الزعماء التقليديين والإدارة الاستعمارية.   تأسس في ديسمبر 1945 من قبل سيسوكو، نجل رئيس إقليم، وحمادون ديكو، رئيس إقليم سابق. سعى الحزب إلى الاستقلال التدريجي عن فرنسا، ساعيًا إلى الحفاظ على نفوذ النخب التقليدية. 

## التاريخ
تأسس الحزب عام 1946 باسم الحزب التقدمي السوداني. في الانتخابات الفرنسية التي جرت في ذلك العام، فاز الحزب بمقعدين من ثلاثة مقاعد سودانية في الجمعية الوطنية الفرنسية.  تم انتخاب سيسوكو وجان سيلفاندري. في القائمة الكلية للحزب حصل على 60,759 صوتا (64٪). بعد الانتخابات، انضم نواب الحزب إلى المجموعة البرلمانية للقسم الفرنسي من أممية العمال.  في انتخابات 1951 الفرنسية، فاز الحزب بجميع المقاعد الثلاثة في السودان الفرنسي. تم انتخاب سيسوكو وديكو وسيلفاندري. وحصلت قائمة الحزب على 201,866 صوتا (59.7٪). 
ومع ذلك، بعد يناير 1956، فقد الحزب دوره كلاعب رئيسي في السياسة السودانية الفرنسية.  حصل الحزب على 161,911 صوتًا في انتخابات يناير 1956 الفرنسية، ليحتل المرتبة الثانية بعد الاتحاد السوداني - التجمع الديمقراطي الأفريقي. وفي يوليو / تموز من العام نفسه، أُجريت انتخابات فرعية بعد وفاة مامادو كوناتي. احتل الحزب المركز الثاني مرة أخرى، بعدد 88,719 صوتًا. 
في عام 1957 أصبح الحزب القسم السوداني الفرنسي للحركة الاشتراكية الأفريقية.  فاز بستة مقاعد في انتخابات الجمعية الإقليمية لعام 1957، مع فوز الاتحاد السوداني بـ 57. بعد الهزيمة، غير سيسوكو اسم الحزب إلى حزب التجمع السوداني.
واجه الحزب صعوبات متزايدة، مع قيام حكومة الاتحاد السوداني بإعاقة قدرته على العمل بشكل طبيعي. كانت السلطات الاستعمارية الفرنسية قد سحبت دعمها للحزب، حيث بدأت في اعتبار العلاقات الجيدة مع الاتحاد السوداني أكثر فائدة. خسر الحزب جميع مقاعده الستة في انتخابات مارس 1959، والتي شهدت فوز حزب الاتحاد بجميع المقاعد الثمانين. في 31 مارس 1959، أعلن سيسوكو، نيابة عن المكتب السياسي للحزب، أن الحزب سيندمج في حزب الاتحاد السوداني. كان قراره نتيجة مؤتمر استمر ثلاثة أيام. 